# Grupo de presión sionista en Estados Unidos
El grupo de cabildeo sionista en Estados Unidos se define como una coalición de individuos y organizaciones que tratan de influir en la política exterior estadounidense para apoyar a Israel y sus políticas.

## Estructura
El "lobby israelí (o pro-Israel)" está integrado por componentes formales e informales según Bard. Los componentes "tienden a entrecruzarse en varios puntos por lo que la distinción no siempre es clara."

### Funcionamiento informal
Mitchell Bard define el "lobby informal" como el que a través de medios indirectos influencia el "voto judío y el comportamiento de la opinión pública estadounidense" con respecto a la política estadounidense en Oriente Medio".
Bard describe la motivación subyacente al lobby de la siguiente manera:

"Los judíos estadounidenses reconocen la importancia del apoyo a Israel debido a las graves consecuencias que podrían derivarse de la alternativa. A pesar de que Israel es llamado ahora el cuarto país más poderoso del mundo, la amenaza que percibe Israel no es la derrota militar, es la aniquilación. Al mismo tiempo, los judíos estadounidenses tienen miedo de lo que podría suceder en los Estados Unidos si no tienen el poder político."

### Funcionamiento formal
El componente formal del lobby israelí consta de grupos de presión, comités de acción política, think tanks y grupos de vigilancia de los medios de comunicación.
Hay varios grupos principales de lobby formal:
- AIPAC (Comité de Asuntos Públicos Israel-Estados Unidos, AIPAC), que directamente presiona al poder legislativo de los EE. UU.
- Conference of Presidents of Major American Jewish Organizations (Conferencia de Presidentes de las Organizaciones Judías de EE. UU.), es el principal contacto entre la comunidad judía y el poder ejecutivo" de los EE. UU.[2]
- Consejo Americano Israelí (en inglés: Israeli-American Council, en hebreo: ארגון הקהילה הישראלית-אמריקאית ) es una organización americana que tiene como misión: "construir y mantener unida a la comunidad israelí-americana durante las próximas generaciones y fomentar su apoyo hacia el Estado de Israel."
- Cristianos Unidos por Israel (en inglés: Christians United For Israel ) (CUFI) es una organización cristiana americana proisraelí que se autodefine como un movimiento nacional de base centrado en apoyar a Israel. Es la mayor organización proisraelí de Estados Unidos.
- NORPAC es un comité de acción política bipartidista (PAC) y una organización de cabildeo que trabaja con varios candidatos. Esta organización está trabajando para fortalecer el apoyo de Estados Unidos al Estado de Israel. Uno de sus principales objetivos es garantizar que la ayuda exterior de Estados Unidos a Israel continúe todos los años.[3][4][5][6]

Estos grupos clave apuntan a presentar políticas con la representación unificada de mensajes a través de la agregación y filtrado de la diversidad de opiniones sostenidas por grupos de cabildeo pro-Israel más pequeños y de la comunidad judía estadounidense en general. El espectro diverso de las opiniones sostenidas por los judíos estadounidenses se refleja en los numerosos grupos formales pro-Israel, y es por eso que algunos analistas hacen una distinción entre los grupos de lobby israelíes de tendencia derechista y de tendencia izquierdista.